# Nerudia poma
Espèce
Nerudia poma est une espèce d'araignées aranéomorphes de la famille des Pholcidae.

## Distribution
Cette espèce est endémique  d'Argentine. Elle se rencontre dans les provinces de Salta, de Catamarca et de La Rioja.

## Description
Le mâle holotype mesure 1,44 mm.

## Systématique et taxinomie
Cette espèce a été décrite par Huber en 2023.

## Publication originale
- Huber, Meng, Král, Herrera, Izquierdo & Carvalho, 2023 : « High and dry: integrative taxonomy of the Andean spider genus Nerudia (Araneae: Pholcidae). » Zoological Journal of the Linnean Society, vol. 198, no 2, p. 534-591.